# Lothar Stark (Filmproduzent)
Lothar Stark (* 5. September 1876 in Klein Strehlitz, Schlesien, Deutschland; † 31. März 1944 in Stockholm, Schweden) war ein deutscher Filmproduzent und Filmverleiher.

## Leben und Wirken
Der gebürtige Schlesier begann als Journalist in Hamburg und Frankfurt am Main zu arbeiten. Paul Davidson interessierte ihn zu Beginn des 20. Jahrhunderts für den Film. Stark konzentrierte sich daraufhin bis zu Beginn des Ersten Weltkriegs auf die Arbeit eines Filmverleihers. Im August 1913 beteiligte er sich als Aktionär an der Gründung der Cines-Theater AG in Berlin.
1915 gründete er seine eigene Produktionsfirma, mit der er ausschließlich Unterhaltungsfilme herstellte und die er 1918 in die Lothar Stark GmbH umwandelte. Sein ambitioniertestes Werk entstand im Februar 1916 mit der Verfilmung Hoffmanns Erzählungen. Gegen Ende des Krieges engagierte sich Stark mit der Deutschen Film-Trust-Abwehr-Liga gegen die marktbeherrschende Stellung der Konkurrenzfirma UFA. Seine eigene Produktionsfirma begann erst in der Weimarer Republik regelmäßig Filme herzustellen. 1921 wurde er Aktionär und Aufsichtsratsmitglied bei der Richard Oswald Film AG (1921–1930) und 1922 bei der Hella Moja Film AG (1922–1927).
Als sich in Deutschland der Tonfilm durchsetzte, gab er die Filmproduktion auf, verkaufte seinen Firmenanteil und gründete im November 1930 die Im- und Exportfirma Chronos-Film GmbH.
Mit Anbruch der nationalsozialistischen Herrschaft geriet Lothar Stark aus „rassischen Gründen“ in Schwierigkeiten. 1934 hatten NS-Behörden einen Steuersteckbrief auf Stark ausgestellt. Offensichtlich floh er in diesem Jahr nach Kopenhagen.
Im Januar 1938 übersiedelte Stark von Kopenhagen kurzfristig nach London. Die Hoffnung, dort eine Filmproduktion hochzuziehen, zerschlug sich jedoch. Daraufhin kehrte er zwei Monate später wieder nach Kopenhagen zurück. Als die deutsche Wehrmacht 1940 Dänemark besetzte, musste Stark untertauchen. In der Nacht vom 2. auf den 3. Oktober 1943 gelang den Juden in Dänemark die Flucht über den Öresund nach Schweden. Dort starb er ein halbes Jahr später.

## Filmografie
- 1915: Die verschleierte Dame
- 1915: Die silberne Kugel
- 1915: Und wandern sollst du ruhelos …
- 1915: Das Abenteuer des van Dola
- 1915: In Eis und Schnee
- 1916: Hoffmanns Erzählungen
- 1917: Der letzte Vollmond
- 1918: Doktor Palmore – der schleichende Tod
- 1919: Die Schuld des Vaters
- 1919: Die Buben aus der Paulsgasse
- 1919: Gold, der Menschheit Fluch
- 1920: Marquis Fun
- 1921: Bettelnde Grafen
- 1923: Der Hof ohne Lachen
- 1926: Die versunkene Flotte
- 1927: Da hält die Welt den Atem an
- 1927: Die weiße Sklavin
- 1927: Der falsche Prinz
- 1927: Die Stadt der tausend Freuden
- 1928: Marys großes Geheimnis
- 1928: Das Karussell des Todes
- 1928: Fünf bange Tage
- 1928: Frauenraub in Marokko
- 1929: Sensation im Wintergarten
- 1930: Nur am Rhein